# Bike (Éthiopie)
Pour les articles homonymes, voir Bike.
Bike est une ville de l'est de l'Éthiopie située dans la zone Siti de la région Somali. Elle fait partie du woreda Afdem et compte 6 185 habitants en 2007.
Bike se situe vers 1 100 m d'altitude sur la route principale de Mieso à Dire Dawa, à 67 km de Mieso et 88 km de Dire Dawa,.
Avec 6 185 habitants recensés en 2007, elle est la principale agglomération du woreda Afdem devant Afdem et Alejer.
Bike est desservie par une gare sur la ligne d'Addis-Abeba à Djibouti.